# Juha Sipilä
Juha Petri Sipilä (Veteli, 25 aprile 1961) è un politico e imprenditore finlandese, Primo ministro dal 29 maggio 2015 al 6 giugno 2019 e presidente del Partito di Centro Finlandese dal 2012.

## Carriera

### Imprenditore
La sua carriera incominciò presso Lauri Kuokkanen Ltd., prima come tesista e successivamente come responsabile dello sviluppo del prodotto. Cambiando lavori diventò prima partner e poi CEO di Solitra Oy. Nel 1998, avviò la propria azienda, Fortel Invest Oy. Tra il 2002 e il 2005 lavorò come CEO di Elektrobit Oyj.

### Politica
Come studente, Sipilä lavorò per un breve periodo di tempo nella Gioventù di Centro Finlandese ma non ha avuto esperienze in altro modo prima di essere eletto parlamentare nel 2011.
È stato eletto in Parlamento nel 2011 nel distretto elettorale di Oulu, con 5 543 voti.
Nell'aprile 2012, Sipilä annunciò la sua candidatura al posto di presidente durante il congresso del partito. Il 9 giugno 2012, il congresso del partito lo elessero a presidente, battendo Tuomo Puumala al secondo turno con 1251 voti dei delegati contro 872.
Ha portato il partito alla vittoria alle elezioni parlamentari del 2015. È stato nominato capo del governo il 29 maggio 2015, grazie al sostegno di una coalizione formata dal suo partito, dal Partito di Coalizione Nazionale e dai sovranisti di Riforma Blu di Timo Soini, fondatore del partito ultranazionalista Veri Finlandesi.
Nel giugno 2016 ha modificato il codice del lavoro per aumentare la competitività delle aziende. Gli stipendi dei dipendenti pubblici sono ridotti durante i giorni festivi, gli straordinari e il lavoro domenicale saranno pagati meno e i contributi sociali dei dipendenti sono aumentati. D'altra parte, i contributi dei datori di lavoro sono ridotti.
L'8 marzo 2019, a seguito del fallimento delle principali riforme economico sociali proposte dal governo, ha rassegnato le dimissioni al presidente Sauli Niinistö.

## Vita privata
Sipilä è noto per la passione verso le auto a gas d'aria. È un membro di Rauhan Sana ("Parola di pace" in finlandese), un gruppo luterano laestadiano.
Sipilä ha una moglie e cinque figli. Il più giovane, Tuomo (nato nel 1993), morì il 18 febbraio 2015.